# ارو هیوارینن
ارو هیوارینن (فنلاندی: Eero Hyvärinen; ۲۷ آوریل ۱۸۹۰ – ۲۷ مهٔ ۱۹۷۳) ژیمناست هنری اهل فنلاند بود.